# Muzeul Universitar din Bergen

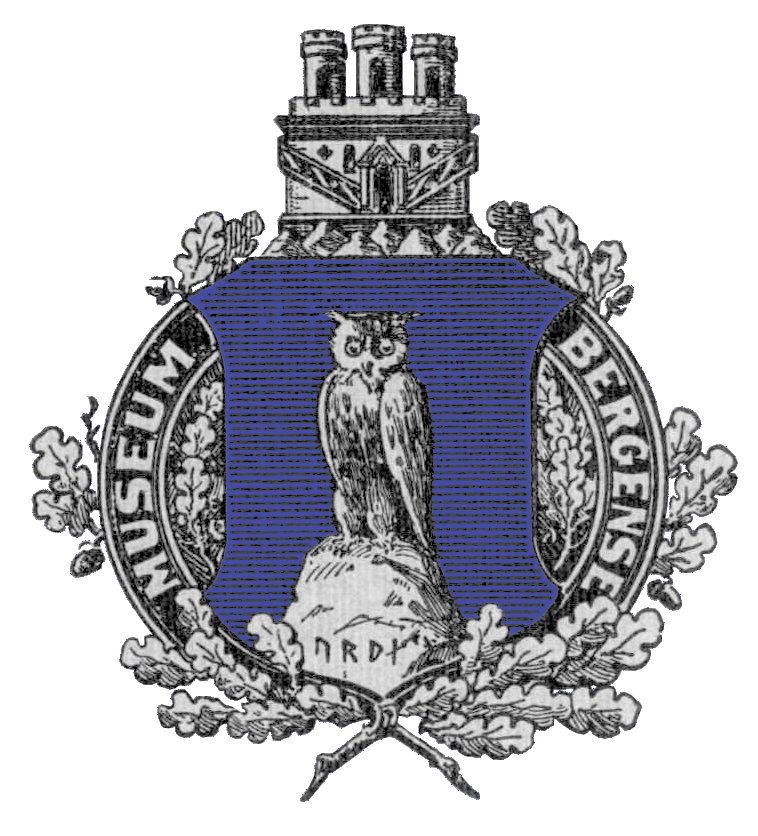
Stema

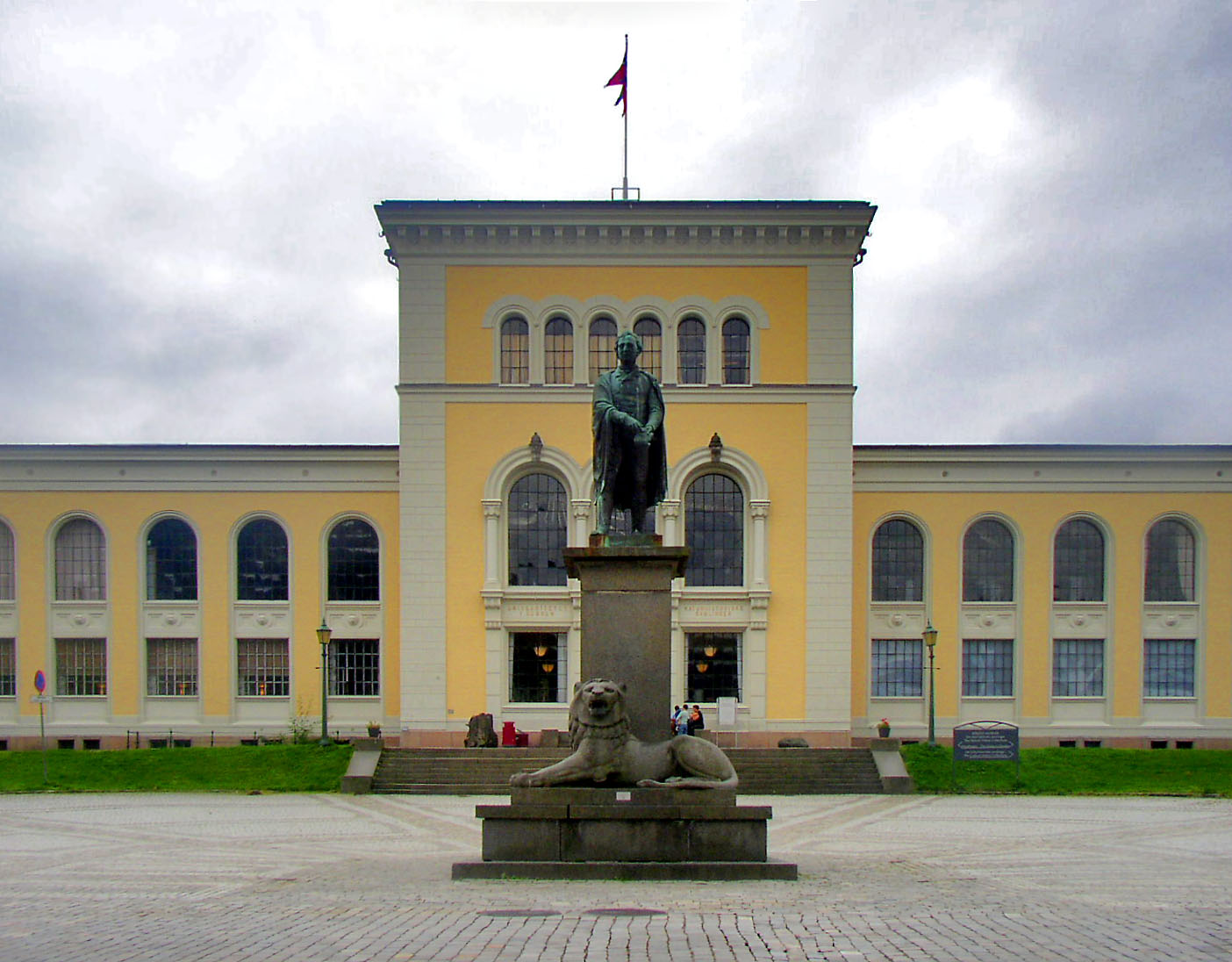
Piața muzeului cu statuia lui, fondatorul Muzeului Universitar din Bergen

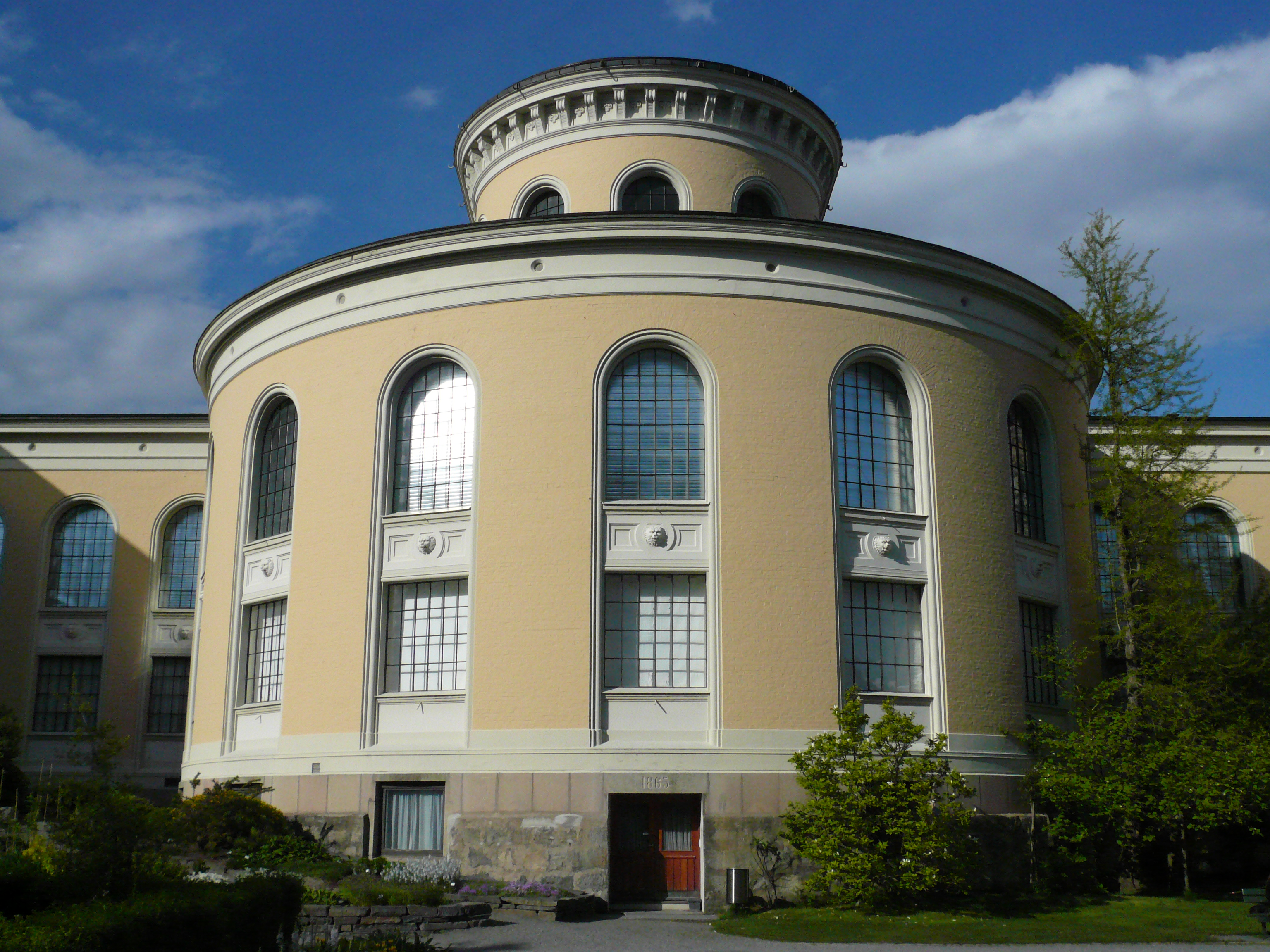
Muzeul Universitar din Bergen

Muzeul Universitar din Bergen (în norvegiană Universitetsmuseet i Bergen) este un muzeu administrat de Universitatea din Bergen, Norvegia. Muzeul expune materiale legate de antropologie, arheologie, botanică, geologie, zoologie, artă și istorie culturală⁠(d).

## Istorie
Muzeul Universitar din Bergen a fost fondat în 1825 de Wilhelm Frimann Koren Christie⁠(d), pe atunci președinte al Stortingului. Fondat cu intenția de a acumula colecții mari în domeniile culturii și istoriei naturale, a devenit centrul majorității activității academice din oraș, o tradiție care a căpătat importanță mare de când muzeul a fost preluat de Universitatea din Bergen⁠(d). Muzeul Universitar din Bergen este împărțit în două departamente, Colecțiile de istorie naturală; și Colecțiile de istorie culturală⁠(d). Muzeul se ocupă și de administrarea grădinii muzeului, fostă grădina botanică, care înconjoară clădirea de istorie naturală și arboretumul orașului.
Aceasta a fost prima clădire muzeală dedicată din Norvegia. În primii ani, muzeul conținea numeroase colecții de artă, inclusiv mai multe lucrări ale pictorului Johan Christian Dahl, artefacte culturale și obiecte de artizanat. În 1931, muzeul s-a mutat din locația sa din clădirea Seminarium Fredericianum de lângă Școala Catedralei din Bergen (Bergen katedralskole), într-o clădire nouă aflată la sud-vest de Lille Lungegårdsvannet.
Actuala clădire a colecției de istorie naturală a fost proiectată de Johan Henrik Nebelong⁠(d) și terminată în 1865. Muzeul Bergen s-a mutat în 1866. Aripile clădirii au fost adăugate în 1898, iar grădina botanică a fost amenajată între 1897 și 1899. Departamentul de istorie culturală s-a mutat în propria clădire în 1927. Creșterea activității de cercetare efectuată la muzeu la sfârșitul secolului al XIX-lea și mai departe a condus direct la înființarea Universității din Bergen⁠(d) în 1946.